# 沙托布里扬站
沙托布里扬站是法国的一个铁路车站，位于法国城市沙托布里扬。

## 位置
沙托布里扬站位于沙托布里扬市区的东南部，距离沙托布里扬市政府大约500米。车站呈南北走向，开口朝西。站内分为两个部分：北侧为前往雷恩方向的铁路，南侧为前往南特方向的铁路，两个站场之间的列车不互通。

## 车站历史
沙托布里扬站最初建于1877年，是当时法国西部的一个铁路枢纽。从沙托布里扬出发，分别有前往普雷尔梅勒（Ploërmel）、萨尔特河畔萨布雷（Sablé-sur-Sarthe）、雷恩、南特以及布列塔尼蒙图瓦尔（Montoir-de-Bretagne）五个不同方向的铁路。然而随着客流量的逐渐下降，这些铁路都纷纷关闭，仅保留了前往雷恩和南特的铁路。1980年5月31日，前往南特的铁路也正式关闭，沙托布里扬站因此成为了一个尽头站，只有雷恩—沙托布里扬的列车。
沙托布里扬所在的卢瓦尔河大区的政府长期以来支持公共交通发展，并不断推广绿色出行的理念。其首府南特就成了二战后法国第一座修建有轨电车路网的城市。
2014年2月28日，在卢瓦尔河大区的支持下，沙托布里扬—南特铁路重新开始运行。

## 现状

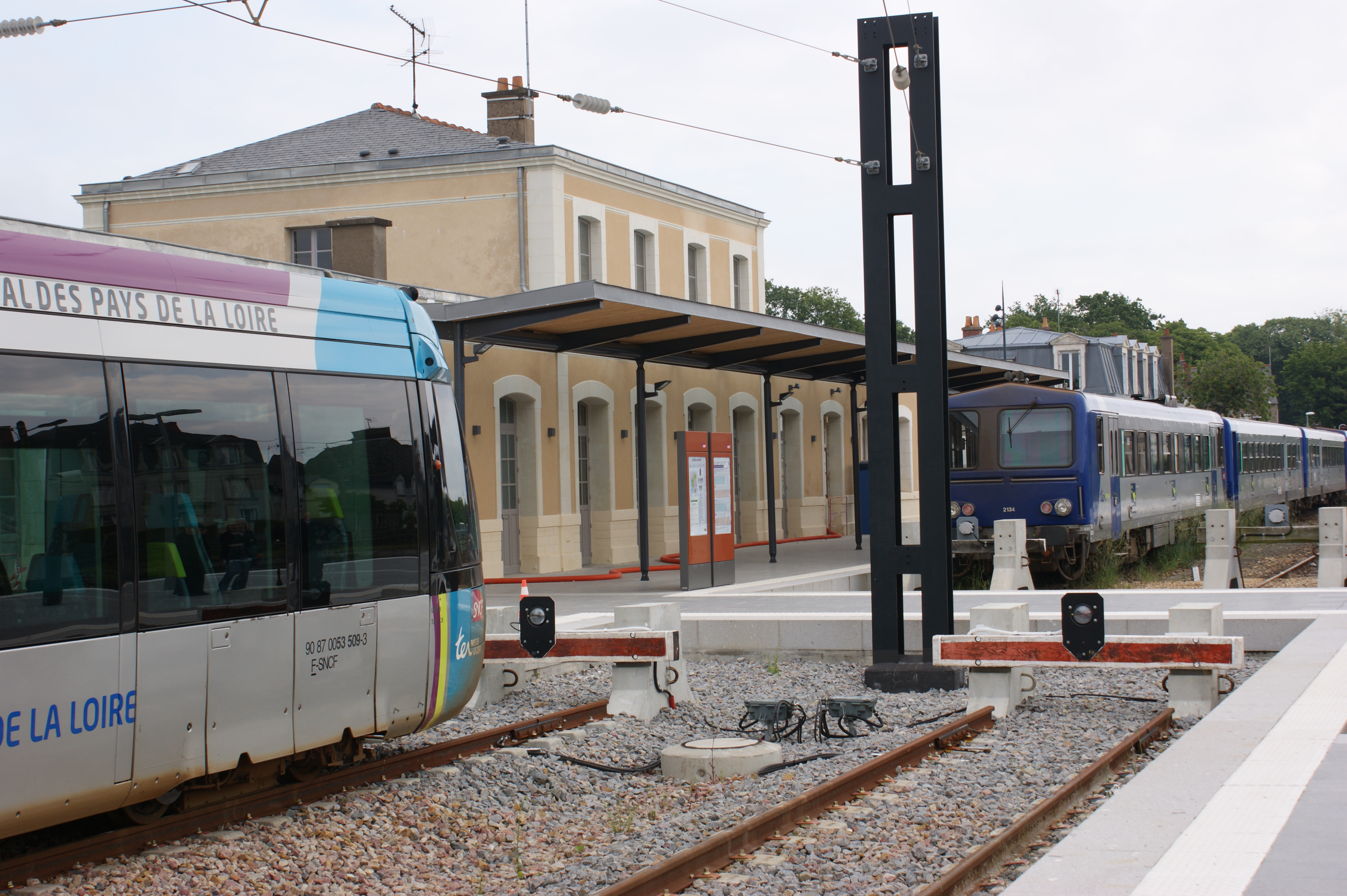
沙托布里扬站内部

沙托布里扬站于2013年进行过大规模的翻新改造，并于2014年初竣工。改造后的沙托布里扬站的站场可分为两个部分：北侧为雷恩场，仅开行沙托布里扬—雷恩列车，由布列塔尼大区铁路局运营；南侧为南特场，仅开行沙托布里扬—南特列车，由卢瓦尔河大区铁路局运营，2014年2月28日起正式开行，该线路采用市郊轻轨铁路（Tram-train）的运营模式，其车辆外观和运营方式均与普通城市有轨电车无异。不过，在运行频率上，沙托布里扬—南特的列车和真正的城市有轨电车还有不小的差距。特别是在中午时段，大部分南特始发的列车都终到该线路中间的埃德尔河畔诺尔站，这样沙托布里扬出发前往南特的列车在有些时段的发车间隔超过了三个小时，而在周日及节假日时，每天前往南特方向的列车仅有5班，通勤功能很弱，和常规的有轨电车线路相去甚远。

## 停靠线路
以下列车线路在沙托布里扬站停靠：
| 沙托布里扬站列车线路表（长途线路） |              |          |                 |              |
| 线路                               | 车种         | 上一站   | 下一站          | 大致运行频率 |
| 沙托布里扬—雷恩                    | 法国大区列车 | （起点） | 马尔提涅-费尔绍 | 每天2~3趟    |

| 沙托布里扬站列车线路表（区域线路） |        |            |          |          |
| 起点                               | 上一站 | 线路       | 下一站   | 终点     |
| 南特                               | 伊赛   | TRAM-TRAIN | （终点） | （终点） |

## 配套交通

### 长途客车
沙托布里扬站对应的大巴车上下车地点位于车站前方。
| 停靠沙托布里扬站的大巴车 |                                                       |                                                                                |
| 上下车地点               | 运营单位                                              | 主要目的地                                                                     |
| 沙托布里扬站门口         | 马耶讷省城际客运 Pégase                               | 拉瓦勒                                                                         |
| 沙托布里扬站门口         | 曼恩-卢瓦尔省城际客运 Anjoubus （页面存档备份，存于） | 昂热                                                                           |
| 沙托布里扬站门口         | 大西洋卢瓦尔省城际客运 Lila                           | 圣纳泽尔、诺泽、吕菲涅、弗尔塞、布吕河畔努瓦亚勒、瑞伊涅代穆蒂耶尔、大奥韦尔内 |
| 沙托布里扬站门口         | SNCF                                                  | （当某条铁路线施工或罢工时，SNCF可能会提供途径该线路沿途站点的大巴车）         |
| 1. 2. 3.                 |                                                       |                                                                                |

### 市内交通
| 沙托布里扬站附近的市内公交线路 |                  |           |
| 公交车站名称                   | 位置             | 停靠线路  |
| Gare SNCF                      | 沙托布里扬站门口 | Castelbus |
| 1.                             |                  |           |

## 临近车站
| 沙托布里扬站（Gare de Châteaubriant） |                      |                   |
| 上行车站                              | 线路                 | 下行车站          |
| 伊塞站                                | 南特－沙托布里扬铁路 | （终点）          |
| （起点）                              | 沙托布里扬－雷恩铁路 | 马尔提涅-费尔绍站 |
| - 本表仅显示运营中的线路及车站        |                      |                   |